# (34853) 2001 TK16
2001 TK16 (asteroide 34853) é um asteroide da cintura principal. Possui uma excentricidade de 0.16763040 e uma inclinação de 16.28435º.
Este asteroide foi descoberto no dia 11 de outubro de 2001 por LINEAR em Socorro.